# Hossein Zamani
Hossein Zamani (en árabe: حسین زمانی‎; Mashhad, 23 de noviembre de 2002) es un futbolista iraní, nacionalizado neerlandés y afgano, que juega en la demarcación de delantero para el Gioiese 1918 de la Eccellenza.

## Selección nacional
Tras jugar en la selección de fútbol sub-15 de Países Bajos, y nacionalizarse afgano, hizo su debut con la selección de fútbol de Afganistán el 25 de mayo de 2021 en un partido amistoso contra Indonesia que finalizó con un resultado de 2-3 a favor del combinado afgano tras los goles de Egy Maulana y Adam Alis Setyano para Indonesia, y de Norlla Amiri, Amredin Sharifi y del propio Zamani para Afganistán.

### Goles internacionales
| # | Fecha               | Estadio                                                       | Oponente  | Gol | Resultado | Competición                                          |
| - | ------------------- | ------------------------------------------------------------- | --------- | --- | --------- | ---------------------------------------------------- |
| 1 | 25 de mayo de 2021  | Jebel Ali Centre of Excellence, Dubái, Emiratos Árabes Unidos | Indonesia | 0-3 | 2-3       | Amistoso                                             |
| 2 | 15 de junio de 2021 | Estadio Jassim bin Hamad, Doha, Catar                         | India     | 1-1 | 1–1       | Clasificación para la Copa Mundial de Fútbol de 2022 |

## Clubes
| Club         | País   | Año   | Partidos | Goles |
| ------------ | ------ | ----- | -------- | ----- |
| Gioiese 1918 | Italia | 2024- | 12       | 2     |